# Mike Hampton

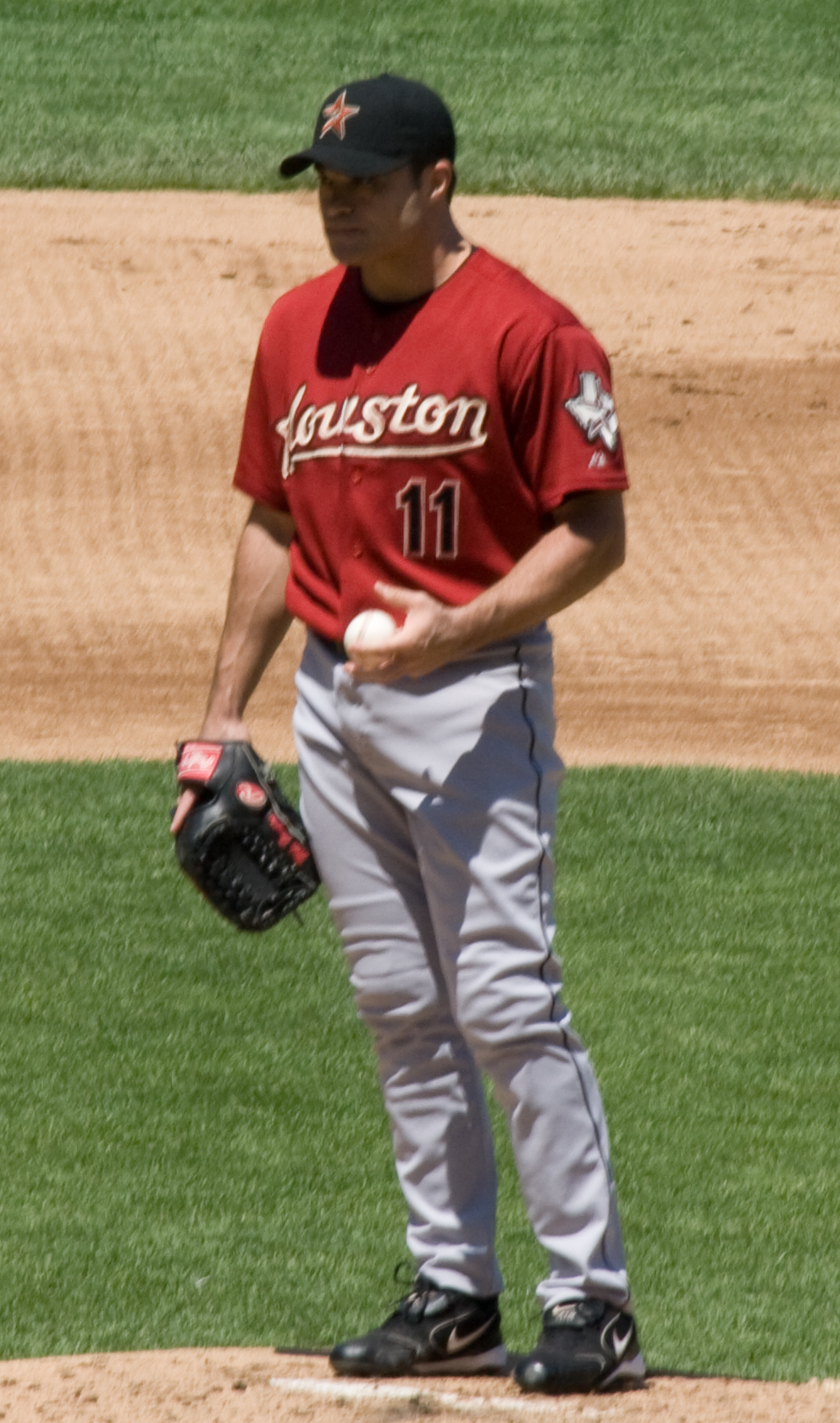
Mike Hampton, 2009.

Michael William "Mike" Hampton, född 9 september 1972 i Brooksville i Florida, är en amerikansk före detta professionell basebollspelare som spelade som pitcher för Seattle Mariners, Houston Astros, New York Mets, Colorado Rockies, Atlanta Braves och Arizona Diamondbacks i Major League Baseball (MLB) mellan 1993 och 2010, han missade dock 2006 och 2007 års säsonger på grund av skador.
Han draftades av Seattle Mariners i 1990 års MLB-draft.
Hampton vann fem Silver Slugger Awards och en Gold Glove Award.